# The Waltons
The Waltons es una serie de televisión estadounidense creada por Earl Hamner Jr. La trama se centraba en la vida de una familia del estado de Virginia (Estados Unidos) mientras intentaban salir adelante durante los tiempos de la Gran Depresión y Segunda Guerra Mundial.

## Argumento

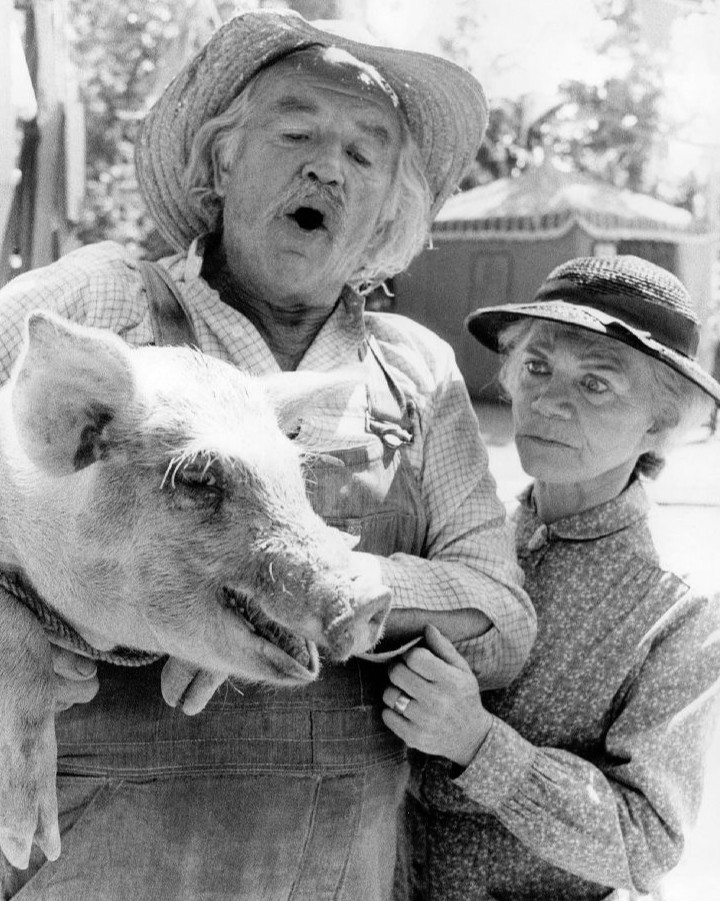
El abuelo Walton (Will Geer, 1902-1978) y la abuela Walton (Ellen Corby, 1911-1999) en una fotografía de mayo de 1974.

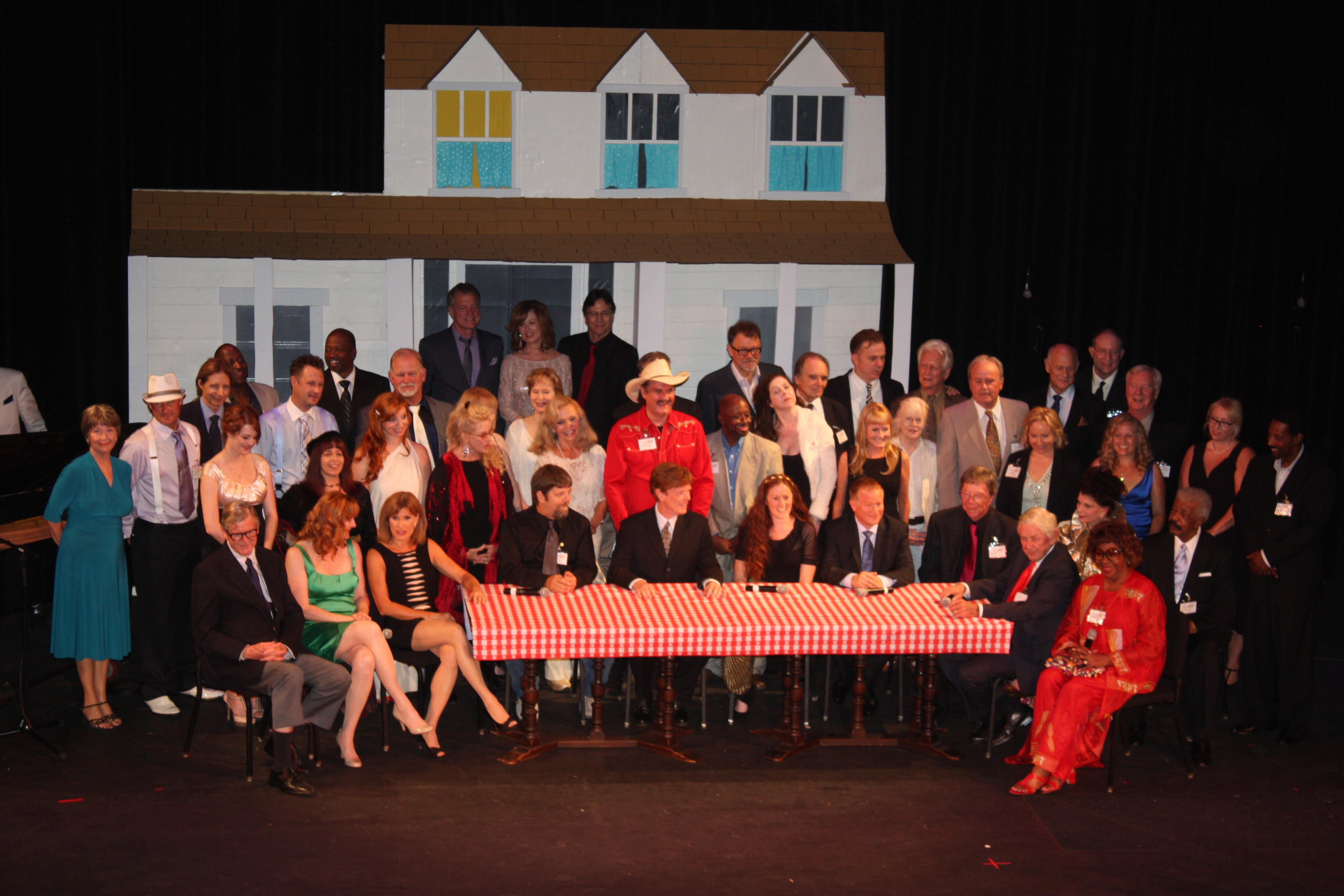
Elenco de Los Walton en su 40.º aniversario, 2012.

El argumento de la serie tiene lugar en el pueblo ficticio de Walton’s Mountain en el ficticio condado de Jefferson en el estado de Virginia. La serie se centra en el periodo 1933-1946 y narra los sucesos alrededor de la familia Walton, formada por John y Olivia, sus siete hijos y los padres de John. Ellos intentan llevar una vida digna ante las dificultades históricas del momento.
La vida familiar de los Walton se relaciona con otros personajes del pueblo con fuertes características campiranas. Debido a la fuerte carga histórica del contexto en el cual se desarrolla la serie los acontecimientos históricos rompen constantemente la vida familiar de los Walton; como la Segunda Guerra Mundial, que llama al frente a los 4 hijos varones de John y Olivia.

## Cuadro de personajes
| Actor/Actriz                     | Personaje                     | Temporadas | Temporadas | Temporadas | Temporadas | Temporadas | Temporadas | Temporadas | Temporadas | Temporadas |
| Actor/Actriz                     | Personaje                     | 1          | 2          | 3          | 4          | 5          | 6          | 7          | 8          | 9          |
| -------------------------------- | ----------------------------- | ---------- | ---------- | ---------- | ---------- | ---------- | ---------- | ---------- | ---------- | ---------- |
| Richard Thomas (temporadas 1-6)  | John Walton Jr. «John-Boy»    | Principal  | Principal  | Principal  | Principal  | Principal  | Recurrente |            | Recurrente | Recurrente |
| Robert Wightman (temporadas 8-9) | John Walton Jr. «John-Boy»    | Principal  | Principal  | Principal  | Principal  | Principal  | Recurrente |            | Recurrente | Recurrente |
| Ralph Waite                      | John Walton Sr.               | Principal  | Principal  | Principal  | Principal  | Principal  | Principal  | Principal  | Principal  | Principal  |
| Michael Learned                  | Olivia Walton                 | Principal  | Principal  | Principal  | Principal  | Principal  | Principal  | Principal  | Principal  |            |
| Ellen Corby                      | Esther Walton                 | Principal  | Principal  | Principal  | Principal  | Principal  | Invitada   | Principal  | Recurrente |            |
| Will Geer                        | Zebulon Tyler «Zeb» Walton    | Principal  | Principal  | Principal  | Principal  | Principal  | Principal  |            |            |            |
| Judy Norton Taylor               | Mary Ellen Walton             | Principal  | Principal  | Principal  | Principal  | Principal  | Principal  | Principal  | Principal  | Principal  |
| Jon Walmsley                     | Jason Walton                  | Principal  | Principal  | Principal  | Principal  | Principal  | Principal  | Principal  | Principal  | Principal  |
| Mary Elizabeth McDonough         | Erin Esther Walton            | Principal  | Principal  | Principal  | Principal  | Principal  | Principal  | Principal  | Principal  | Principal  |
| Eric Scott                       | Benjamin «Ben» Walton         | Principal  | Principal  | Principal  | Principal  | Principal  | Principal  | Principal  | Principal  | Principal  |
| David W. Harper                  | James Robert «Jim Bob» Walton | Principal  | Principal  | Principal  | Principal  | Principal  | Principal  | Principal  | Principal  | Principal  |
| Kami Cotler                      | Elizabeth Walton              | Principal  | Principal  | Principal  | Principal  | Principal  | Principal  | Principal  | Principal  | Principal  |
| Joe Conley                       | Ike Godsey                    | Principal  | Principal  | Principal  | Principal  | Principal  | Principal  | Principal  | Principal  | Principal  |
| Ronnie Claire Edwards            | Corabeth Walton               |            |            |            | Principal  | Principal  | Principal  | Principal  | Principal  | Principal  |
| Tom Bower                        | Curtis Wilard                 |            |            |            |            | Principal  | Principal  | Principal  |            | Invitado   |
| Leslie Winston                   | Cindy Walton                  |            |            |            |            |            |            | Principal  | Principal  | Principal  |
| Peggy Rea                        | Rose Burton                   |            |            |            |            |            |            |            | Principal  | Principal  |

## Reparto

### Principales

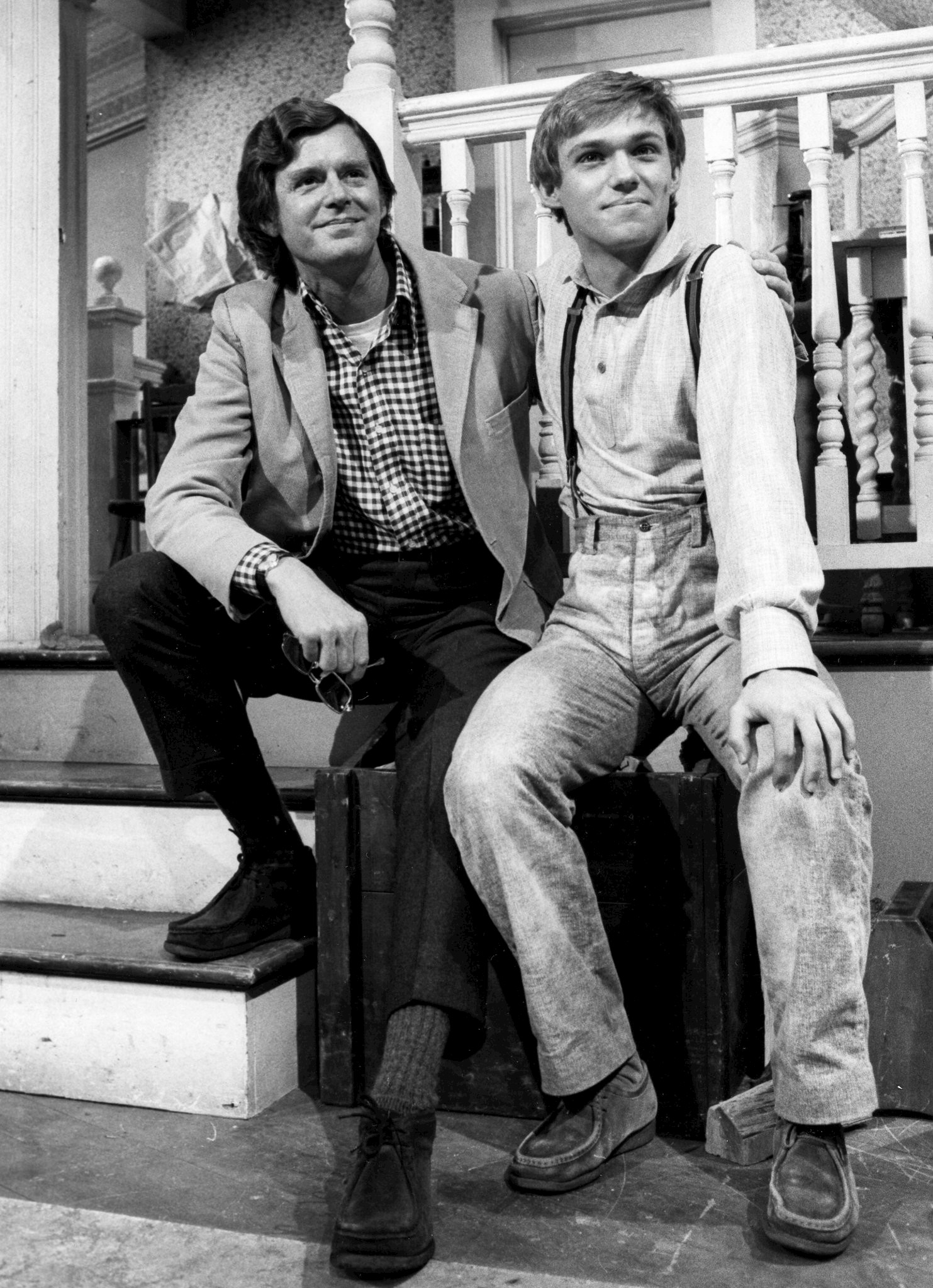
Earl Hamner y Richard Thomas en el set de grabación de la serie.

- Richard Thomas / luego Robert Wightman como John-Boy Walton Jr., el hijo mayor de John y Olivia.
- Ralph Waite como John Walton Sr., el patriarca de la familia.
- Michael Learned como Olivia Walton, la matriarca de la familia.
- Ellen Corby como Esther Walton, madre de John y abuela de los jóvenes Walton.
- Will Geer como Zeb Walton, padre de John y abuelo de los jóvenes Walton.
- Jon Walmsley como Jason Walton, el segundo hijo de John y Olivia.
- Judy Norton Taylor como Mary Ellen Walton, la tercera hija de John y Olivia.
- Mary Elizabeth McDonough como Erin Walton, la cuarta hija de John y Olivia.
- Eric Scott como Ben Walton, el quinto hijo de John y Olivia.
- David W. Harper como Jim-Bob Walton, el sexto hijo de John y Olivia; es el menor de los hombres.
- Kami Cotler como Elizabeth Walton, la séptima hija de John y Olivia; es la menor de las mujeres.
- Peggy Rea como Rose Burton, la prima de Olivia y quién cuida el rancho en su ausencia.
- Joe Conley como Ike Godsey, el dueño de una tienda local y amigo de la familia Walton.
- Ronnie Claire Edwards como Corabeth Walton, la prima segunda de John y sobrina de Zeb y Esther; se muda a la montaña tras la muerte de su madre.

### Recurrentes
- Helen Kleeb como Mamie Baldwin.
- Mary Jackson como Emily Baldwin.
- John Ritter como Matthew Fordwick.
- Mariclare Costello como Rosemary Hunter Fordwick.
- Lynn Hamilton como Verdie Grant Foster.
- Hal Williams como Harley Foster.
- John Crawford como Sheriff Marmaduke Ephram "Ep" Bridges.
- Lynn Carlin como Sara Griffith.

## Películas
- The Homecoming: A Christmas Story (1971)
- A Wedding on Walton's Mountain (1982)
- Mother's Day on Walton's Mountain (1982)
- A Day for Thanks on Walton's Mountain (1982)
- A Walton Thanksgiving Reunion (1993)
- A Walton Wedding (1995)
- A Walton Easter (1997)